# Чуйко, Григорий Леонтьевич
Григо́рий Лео́нтьевич Чуйко́ (20 марта 1930, село Боевое, Донецкая область — 28 января 2015, Донецкая область) — металлург «Азовстали», Герой Социалистического Труда (1958).

## Биография
В детстве жил в селе Боевом Володарского района. С 13 лет работал в поле прицепщиком на тракторе. С 1946 г., по окончании мариупольского училища фабрично-заводского обучения, работал в доменном цехе «Азовстали», с 1948 г. — первым горновым на второй доменной печи. В 1958 г. «за выдающиеся успехи, достигнутые в деле развития черной металлургии», удостоен звания Героя Социалистического Труда с вручением ордена Ленина и золотой медали «Серп и Молот». Позднее окончил заводскую школу мастеров, работал старшим газовщиком.
В 1980 г. вышел на пенсию, после чего 10 лет руководил садово-огородным товариществом в пос. Старый Крым.
Похоронен 31 января 2015 г. на кладбище родного села Боевого.

## Награды
- медаль «За трудовую доблесть» (1950)
- медаль «Серп и Молот» Героя Социалистического Труда (1958)[1]
- орден Ленина (1958)[1]